# 佐藤哲也 (情報学者)
佐藤 哲也（さとう てつや、1972年 - ）は、日本の情報社会学者。元静岡大学情報学部情報社会学科准教授。神奈川県生まれ。
東京工業大学大学院理工学研究科修了後、三和総合研究所研究員、東京工業大学大学院社会理工学研究科助手を経て、2004年静岡大学に着任。日本で2001年にインターネットを利用した投票支援システムを初めて実施した。
日本で2番目となる政治の予測市場である、Sangi.inをゼミ生とともに、開発、運営し、日本での予測市場研究の先駆けとなった。Sangi.inは、2007年7月30日に更新を終了している。
現在、国政選挙をテーマにした予測市場Shuugi.inを運営している。